# Beraea terrai
Beraea terrai är en nattsländeart som beskrevs av Malicky 1975. Beraea terrai ingår i släktet Beraea och familjen sandrörsnattsländor. Inga underarter finns listade i Catalogue of Life.